# Pokal
En pokal (fra italiensk boccale „løgformet drikkekar“, fra græsk bá͞ukalis (βαύκαλις) „krus“) er et drikkebæger på fod af metal eller glas.
En pokal bliver i dag brugt som trofæ. En alterkalk er typisk udformet som en pokal.
En ærespokal tildeles en idrætsudøver, som udviser god sportsånd og er en god kammerat. Pokalen kan uddeles af hovedbestyrelsen.
Ærespokaler kan skifte ejer hvert år og kaldes så en vandrepokal.